# Hãn quốc Hòa Thạc Đặc
| Lịch sử Tây Tạng |
| --- |
| Cổ đạiThời kỳ đồ đá mới Tượng Hùng ~500 TCN–645                                                                                       |
| Thổ Phồn 618–842Thời kỳ phân liệt 842–1253 Guge 1088–1630                                                                             |
| Thời kỳ các giáo phái thống trịSakyapa 1253–1358 ∟ thuộc Nguyên 1271–1354 Phagmodrupa 1354–1618 Rinpungpa 1435–1565 Tsangpa 1565–1642 |
| Chính quyền Ganden Phodrang 1642–1959Hãn quốc Khoshut 1642–1717 Tây Tạng thuộc Thanh 1720–1912 Tây Tạng 1912–1951                     |
| Cộng hòa Nhân dân Trung Hoa 1951–nayKhu tự trị Tây Tạng 1965–nay                                                                      |
| Xem thêm Quân chủ • Niên biểu • Phật giáo Tây Tạng Chính phủ lưu vong Tây Tạng                                                        |
| x t s |

Hãn quốc Khoshut (chữ Mông Cổ: ᠬᠣᠱᠤᠳ
ᠤᠯᠤᠰ, chữ Kirin: Хошууд, chữ Latinh: Khoshuud Ulus), hay Hãn quốc Hòa Thạc Đặc (chữ Hán: 和硕特汗国, bính âm: Héshuòtè hànguó) được thành lập tại cao nguyên Thanh-Tạng vào năm 1642 bởi Cố Thủy Hãn, thủ lĩnh tộc Hòa Thạc Đặc của người Vệ Lạp Đặc tại Mông Cổ. Tuy Hòa Thạc Đặc trên danh nghĩa là quân chủ của đất Tạng nhưng các Hãn chỉ đóng vai trò người bảo hộ cho sự cai trị của các thầy tu phái Gelug. Hãn quốc Hòa Thạc Đặc sụp đổ sau khi bị Hãn quốc Chuẩn Cát Nhĩ đánh bại vào năm 1717.

## Lịch sử
Tại Tạng vào cuối triều đại Phagmodrupa, tại Rinpungpa, Karma Tseten chuyên quyền, phái Kagyu của Phật giáo Tây Tạng ngày càng lớn mạnh, đối đầu với họ là phái Gelug. Sau khi lật đổ Phagmodrupa và lập nên triều đại Tsangpa, Karma Tseten đã kết liên minh với Khước Đồ Hãn, một quý tộc người Khách Nhĩ Khách tại Thanh Hải, và Lâm Đan Hãn của triều Bắc Nguyên nhằm tận diệt phái Gelug.
Năm 1634, Dalai Lama thứ 5 và Panchen Lama thứ 4 đã mời thủ lĩnh tộc Hòa Thạc Đặc tại Mông Cổ là Đồ Lỗ Bái Hổ tới Tạng. Năm 1641, Đồ Lỗ Bái Hổ phát binh tấn công và bao vây thủ phủ Xigazê của Tsangpa, ông đánh bại và giết được vua của Tsangpa vào năm 1642. Sau đó, Đồ Lỗ Bái Hổ tự mình đóng tại Xigazê rồi chia quân trấn thủ khắp đất Tạng, lập nên Hãn quốc Hòa Thạc Đặc. Lại sai tám người con trở lại Thanh Hải để hộ vệ Hãn quốc. Hoàng đế Thuận Trị nhà Thanh sau đó phong tước cho ông là "Tuân Hành Văn Nghĩa Mẫn Tuệ Cố Thủy Hãn". Tuy nhiên, Cố Thủy Hãn hầu như không can dự vào chính trị của Hòa Thạc Đặc mà trao lại quyền hành cho Dalai Lama thứ 5 của phái Gelug, tuân theo học thuyết "người bảo trợ và tăng lữ" giữa Mông-Tạng đã được phát triển từ thời nhà Nguyên, người Tạng đã thành lập một bộ máy chính quyền nội bộ được gọi là Ganden Phodrang.
Năm 1717, Hãn quốc Chuẩn Cát Nhĩ tấn công Hòa Thạc Đặc, họ phế bỏ Yeshe Gyatso, một Dalai Lama giả mạo được lập nên bởi Lạp Tạng, vị Hãn cuối cùng của Hòa Thạc Đặc. Tuy nhiên người Chuẩn Cát Nhĩ cũng nhanh chóng bị đánh đuổi khỏi đất Tạng vào năm 1720 bởi quân viễn chinh nhà Thanh. Sau đó, người Mãn Châu lấy Ü-Tsang và tây Kham làm tỉnh Tây Tạng, tiếp tục để Dalai Lama quản lý với một mức độ tự chủ nhất định, còn các lãnh thổ khác của Hòa Thạc Đặc và người Tạng bị cắt cho các tỉnh khác như Thanh Hải, Tứ Xuyên.

## Các Hãn của Khoshut
- Cố Thủy Hãn (1642–1655).
- Đạt Duyên Hãn (1655–1668).
- Đạt Lại Hãn (1668–1696).
- Lạp Tạng Hãn (1697–1717).